# Psammoclema
Psammoclema is een geslacht van sponsdieren uit de klasse van de Demospongiae (gewone sponzen).

## Soorten
- Psammoclema arenaceum (Lévi, 1958)
- Psammoclema bitextum Wiedenmayer, 1989
- Psammoclema callosum (Marshall, 1880)
- Psammoclema decipiens (Marshall, 1880)
- Psammoclema densum (Marshall, 1880)
- Psammoclema digitiferum (Lendenfeld, 1889)
- Psammoclema finmarchicum (Hentschel, 1929)
- Psammoclema fissuratum Wiedenmayer, 1989
- Psammoclema foliaceum Poléjaeff, 1884
- Psammoclema fuliginosum (Carter, 1885)
- Psammoclema goniodes Wiedenmayer, 1989
- Psammoclema inordinatum (Kirkpatrick, 1903)
- Psammoclema marshalli (Lendenfeld, 1888)
- Psammoclema nicaeense (Pulitzer-Finali & Pronzato, 1980)
- Psammoclema nodosum (Carter, 1885)
- Psammoclema porosum (Polejaeff, 1884)
- Psammoclema radiatum Wiedenmayer, 1989
- Psammoclema ramosum Marshall, 1880
- Psammoclema rubrum (Lévi, 1958)
- Psammoclema rugosum (Lendenfeld, 1888)
- Psammoclema stellidermatum (Carter, 1885)
- Psammoclema stipitatum Wiedenmayer, 1989
- Psammoclema tuberculatum (Lendenfeld, 1889)
- Psammoclema vansoesti Wiedenmayer, 1989
- Psammoclema vosmaeri Poléjaeff, 1884